# Ames test

Schematisk bild på Ames test (engelska).

Ames test, uppkallat efter Bruce Ames, används för att påvisa om ett ämne är mutagent och i slutändan cancerframkallande. Man använder sig ex av genmodifierade salmonellabakterier som saknar förmågan att tillverka histidin. Histidin är en essentiell aminosyra som bakterierna behöver för att kunna växa. Bakterierna exponeras för substansen som misstänks vara cancerframkallande. Är substansen mutagen så leder detta till en förändring i bakteriens DNA, som gör att bakterien kan syntetisera histidin igen. Man stryker därefter ut bakterierna på en agarplatta med medium utan histidin. Efter 2 dygn i värmeskåp med 37 grader Celsius undersöks bakterierna. Om bakterierna, trots bristande tillgång på histidin, växt till stora kolonier har man en indikation på att en mutation har skett och att substansen kan vara cancerframkallande.
I vissa fall kan ämnen vara icke-mutagena men ge upphov till mutagena metaboliter. Mutagena metaboliter ger inte utslag i testet. Vid tillsatts av enzymer som exponerats för testsubstansen kan man dock även undersöka metaboliterna.